# Tõrise
Tōrise (Duits: Terris) is een plaats in de Estlandse gemeente Saaremaa, provincie Saaremaa. De plaats heeft de status van dorp (Estisch: küla) en telt 23 inwoners (2021).
Tot in december 2014 behoorde Tōrise tot de gemeente Kaarma, tot in oktober 2017 tot de gemeente Lääne-Saare en sindsdien tot de fusiegemeente Saaremaa.
Tōrise werd voor het eerst genoemd in 1645 onder de naam Töris als nederzetting op het landgoed van Piila.
Tussen 1977 en 1997 hoorde het buurdorp Tõru bij Tõrise.